# Казлино д'Ерба
Казлѝно д'Ѐрба (на италиански: Caslino d'Erba; на ломбардски: Caslin, Казлин) е село и община в Северна Италия, провинция Комо, регион Ломбардия. Разположено е на 461 m надморска височина. Населението на общината е 1696 души (към 2017 г.).